# François Adrien Boieldieu
François Adrien Boieldieu (16. prosince 1775, Rouen – 8. října 1834, Varennes-Jarcy) byl francouzský, převážně operní, skladatel, často nazývaný „francouzský Mozart“.

## Život
Narodil se v Rouenu, kde také získal základní hudební vzdělání. Jeho prvním učitelem byl sbormistr a varhaník rouenské katedrály. V době jakobínského teroru za Velké francouzské revoluce, byl Rouen jedním z mála měst, které si uchovalo čilý hudební život. V roce 1793 se zde např. konala série koncertů organizovaných houslistou Pierre Rodem a tenoristou Pierre-Jean Garatem. V této době také Boieldieu zkomponoval svá první díla na texty svého otce (La fille coupable v roce 1793 a Rosalie et Mirza v roce 1795). Opery měly okamžitý úspěch.
V průběhu revolučního období odešel do Paříže a začal pracovat jako klavírní korepetitor. V té době byla pařížská Komická operajediným divadlem, které dávalo příležitost hybridnímu opernímu žánru téhož jména, tj. žánru blízkému klasické opeře, avšak obsahujícímu i mluvené dialogy. Typickou ukázkou tohoto žánru je např. opera Medea Luigi Cherubiniho. Během dvou let 1797–1798 zde Boieldieu uvedl tři opery, z nichž zejména opera Zoraïme et Zulmare sklidila mimořádný úspěch. Skutečný triumf však znamenalo uvedení opery Le calife de Bagdad v roce 1800.
V roce 1802 se oženil s tanečnicí Clotildou Mafleurai. Manželství však po několika měsících zkrachovalo a skladatel následujícího roku odešel do Petrohradu na místo dvorního skladatele cara Alexandra I. Zde setrval až do roku 1810 a zkomponoval devět oper včetně Aline, reine de Golconde (1804) a Les voitures versées (1808).
Po návratu do Francie si rychle získal pařížské obecenstvo zpět operami La jeune femme en colère (1811), Jean de Paris (1812), Le nouveau seigneur du village (1813) a tuctem dalších prací. Své mistrovské dílo, operu La dame blanche (Bílá paní), vytvořil v roce 1825. Na svou dobu neobvyklé téma opery je založeno na dvou povídkách Waltera Scotta. Libreto básníka Eugena Scribeho vychází z tématu dávno ztraceného dítěte, které je ve chvíli nebezpečí šťastně rozpoznáno. Styl opery ovlivnil např. opery Lucie z Lammermooru Gaetana Donizettiho nebo Puritáni Vincenza Belliniho. Bílá paní je jedním z prvních pokusů o zavedení fantastična do opery.
Přestože skladatelova sláva je založena převážně na jeho tvorbě operní, komponoval i jiná díla. Mezi nimi zejména Koncert pro harfu a orchestr C-dur z let 1800–1801 je jedním z mistrovských děl harfového repertoáru.

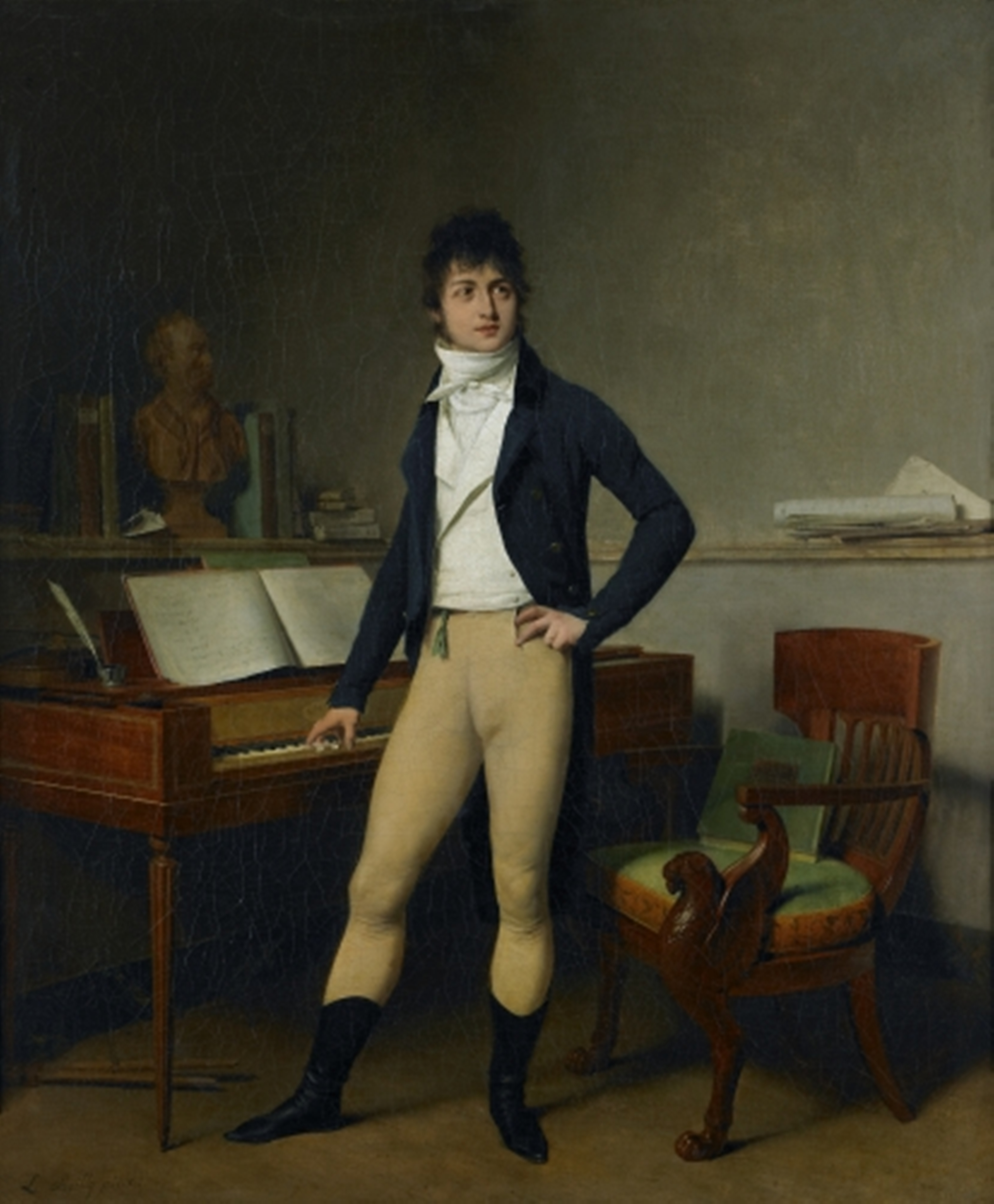
Portrét od Louise Léopolda Boillyho, cca 1800 (Musée de Rouen)

Působil jako profesor skladby na Pařížské konzervatoři a v roce 1817 se stal jedním ze čtyřiceti členů Académie des Beaux-Arts. V roce 1820 byl vyznamenán Řádem čestné legie. Postupně však ztrácel schopnost mluvit, patrně kvůli rakovině hrtanu. Revoluce v roce 1830 a bankrot Komické opery ho připravily o většinu příjmů. Adolphe Thiers, tehdejší faktický premiér Francie, mu udělil státní důchod ve výši 6000 franků. 25. září 1834 se objevil naposledy na veřejnosti na premiéře opery svého žáka Adolphe Adama Le chalet.
Byl svobodným zednářem, členem pařížské lóže Les Arts et l'Amitié (Umění a přátelství). Zemřel ve Varennes-Jarcy. 13. listopadu 1834 bylo jeho srdce převezeno do Rouenu, kde je uloženo v pomníku, zatímco tělo je pochováno v Paříži na hřbitově Père-Lachaise.
Jeho nemanželský syn Adrien Louis Victor (1815–83) se stal rovněž hudebním skladatelem.

## Dílo

### Opery

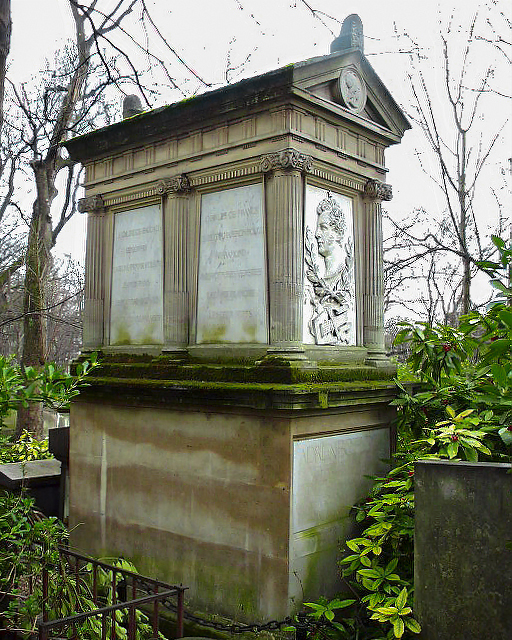
Hrob na pařížském hřbitově Père-Lachaise

- La Fille coupable (libreto Jacques F A Boieldieu (otec), 1793, Rouen, Théâtre des Arts)
- Rosalie et Myrza (libreto Jacques F A Boieldieu (otec), 1795, Rouen, Théâtre des Arts)
- La Famille suisse (libreto Claude Godard d'Aucort de Saint-Just, 1797, Théâtre Feydeau)
- L'Heureuse Nouvelle (libreto Claude Godard d'Aucort de Saint-Just and Charles de Longchamps, 1797, Théâtre Feydeau)
- Le Pari, ou Mombreuil et Merville (libreto Charles de Longchamps, 1797, Opéra-Comique, Salle Favart)
- Zoraïme et Zulnar (libreto Claude Godard d'Aucort de Saint Just, 1798, Opéra-Comique, Salle Favart)
- La Dot de Suzette (libreto Dejaure (Jean-Élie Bédéno de Jaure), 1798, Opéra-Comique, Salle Favart)
- Les Méprises espagnoles (libreto Claude Godard d'Aucort de Saint-Just, 1799, Théâtre Feydeau)
- Emma, ou la Prisonnière (libreto Victor-Joseph Étienne de Jouy, Claude Godard d'Aucort de Saint-Just a Charles de Lonchamps, 1799, Théâtre Montansier)
- Béniowski, ou les Exilés du Kamchattka (libreto Alexandre-Vincent Pineux Duval podle August von Kotzebue, 1800, Petrohrad, přepracovaná verze 1824, Opéra-Comique, Salle Favart)
- Le Calife de Bagdad (libreto Claude Godard d'Aucort de Saint-Just podle Pohádek tisíce a jedné noci, 1800, Opéra-Comique, Salle Favart)
- Ma tante Aurore, ou le Roman impromptu(libreto Charles de Longchamps, 1803, Opéra-Comique, Salle Feydeau)
- Le Baiser et la Quittance, ou Une aventure de garnison (další autoři: Nicolas Isouard, Louis-Benoît Picard, Joseph-Marie-Armand-Michel Dieulafoy and Étienne Nicolas Méhul; libreto Charles de Longchamps, 1803, Opéra-Comique, Salle Feydeau)
- Aline, reine de Golconde (libreto Jean-Baptiste-Charles Vial a Edmond-Guillaume-François de Favières, 1804, Petrohrad, Ermitáž)
- La Jeune Femme en colère (libreto Michel Marie Claparède podle Charles-Guillaume Étienne, 1805, Petrohrad)
- Abderkan (libreto Dégligny, 1805, Petrohrad, Petěrgof)
- Un tour de soubrette (libreto N. Gersin, 1806, Petrohrad)
- Télémaque (libreto Alphonse François "Paul" Palat-Dercy, 1806 Petrohrad)
- Amour et Mystère, ou Lequel est mon cousin? (libreto Joseph Pain, 1807, Petrohrad, Ermitáž)
- Les Voitures versées (libreto Emanuel Mercier-Dupaty, 1808, Petrohrad, Ermitáž, přepracovaná verze 1820, Opéra-Comique, Salle Feydeau)
- Rien de trop, ou les Deux Paravents (libreto Joseph Pain, 1811, Petrohrad, Ermitáž)
- Jean de Paris (libreto Claude Godard d'Aucort de Saint-Just, 1812, Opéra-Comique, Salle Feydeau)
- Le Nouveau Seigneur de village (libreto Auguste-François Creuzé de Lesser a Edmond-Guillaume-François de Favières, 1813, Opéra-Comique, Salle Feydeau)
- Bayard à Mézières, ou le Siège de Mézières (spoluautoři: Charles Simon Catel, Luigi Cherubini and Nicolas Isouard; (libreto René Allisan de Chazet a Emanuel Mercier-Dupaty, 1814,Opéra-Comique, Salle Feydeau)
- Le Béarnais, ou Henri IV en voyage (libreto Charles-Augustin Sewrin, 1814, Opéra-Comique, Salle Feydeau)
- Angéla, ou l'Atelier de Jean Cousin (spolu s Sophie Gail; libreto G. Montcloux d'Épinay, 1814, Opéra-Comique, Salle Feydeau)
- La Fête du village voisin (libreto Charles-Augustin Sewrin, 1816, Opéra-Comique, Salle Feydeau)
- Charles de France, ou Amour et gloire (spoluautor Ferdinand Hérold, libreto Emmanuel Théaulon, Armand Dartois a Armand Jean Le Bouthillier de Rancé, 1816, Opéra-Comique, Salle Feydeau)
- Le Petit Chaperon rouge (libreto Emmanuel Théaulon, 1818, Opéra-Comique, Salle Feydeau)
- Blanche de Provence, ou la Cour des fées (spoluautoři: Henri Montan Berton a Rodolphe Kreutzer, libreto Emmanuel Théaulon podle Armand Jean Le Bouthillier de Rancé, 1821, Palais des Tuileries)
- Les Arts rivaux (lyrické scény, libreto René Allisan de Chazet, 1821, Hôtel de Ville)
- La France et l'Espagne (lyrické scény, libreto René Allisan de Chazet, 1823, Hôtel de Ville)
- Les Trois Genus (spoluautor Daniel Auber, libreto Eugène Scribe, Emanuel Mercier-Dupaty a Michel Pichat, 1824, Théâtre de l'Odéon)
- Pharamond (libreto Jacques-François Ancelot, Alexandre Guiraud a Alexandre Soumet, 1825, Opéra, Salle Le Peletier)
- La Dame blanche (libreto Eugène Scribe podle Sira Waltera Scotta, 1825, Opéra-Comique, Salle Feydeau)
- Les Deux Nuits (libreto Jean-Nicolas Bouilly a Eugène Scribe, 1829, Opéra-Comique, Salle Ventadour)
- Marguerite (libreto Eugène Scribe, komponováno v roce 1830, nedokončeno)
- La Marquise de Brinvilliers (spoluautoři: Daniel Auber, Désiré Alexandre Batton, Henri Montan Berton, Felice Blangini, Michele Carafa, Luigi Cherubini, Ferdinand Hérold a Ferdinando Paër, libreto Castil-Blaze a Eugène Scribe, 1831, Opéra-Comique, Salle Ventadour)

### Další skladby
- Dua pro harfu a klavír
- Koncert pro harfu C-dur, 1801
- La Fille mal gardée, balet
- Klavírní koncert F-dur, 1792
- Sonáty pro klavír op.4
- Sonáta pro klavír g-moll, "Grand Sonata," op.6
- Sólo pro harfu a fagot
- Sólo pro lesní roh s doprovodem harfy
- Sonáta pro klarinet a klavír Es-dur
- Sonáta pro flétnu a harfu
- Sonáty pro harfu op. 8
- Romance pro zpěv a harfu
  - Dans le printemps de mes années
  - L'Amour, pour prix de ma défaite
  - La dormeuse
  - Les femmes justifiées
  - Les Souvenirs
  - Quoi, tu m'aime